# کارتر (موتور)

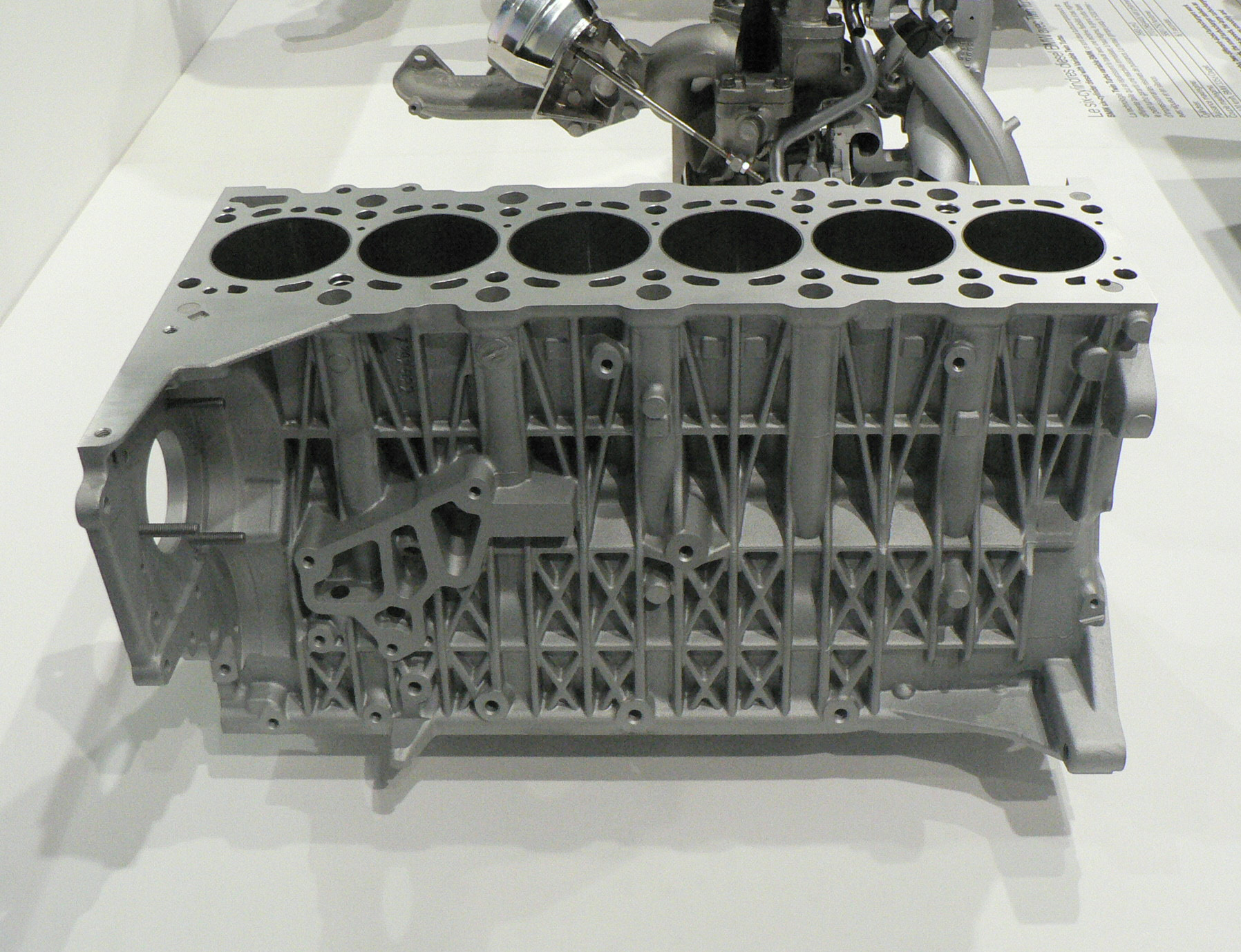
کارترهای درون یک موتور چدنیِ ب‌ام‌و شش‌سیلندر

موتور چهارزمانه

موتور دوزمانه

کارتر (به روسی: картер، به فرانسوی: carter؛ برگرفته از نام مخترع آن، جان هریسون کارتر (۱۸۱۶–۱۸۹۶)) در یک موتور درون‌سوز پیستونی، به محفظه‌ای که میل‌لنگ در آن قرار گرفته، گفته می‌شود. در کاربردِ عامیانه، به‌جای «کارتر»، از واژهٔ «کارتل» نیز استفاده می‌شود.
کارتر بزرگ‌ترین محفظهٔ درون موتور را تشکیل می‌دهد. در موتور خودرو، کف کارتر مخزنی است که روغن موتور داغ در آن جمع می‌شود تا پیش از بازگشت به موتور خنک شود.
کارتر از میل‌لنگ و شاتون در برابر اشیای خارجی حفاظت می‌کند.